# Frenetic
Freneticは、 ソフトウェア定義ネットワーク (SDN)をプログラミングするためのドメイン固有の言語であり、ネットワークサービス抽象化レイヤーの例として挙げられる。 このドメイン固有のプログラミング言語により、ネットワークオペレーターは、接続された各ネットワークデバイスを手動で構成するのではなく、ネットワーク全体をプログラムすることができる。  Freneticは、 OpenFlow / NOXプログラミングの主要な問題を解決するように設計されている。 特に、Freneticは、 モジュール式プログラム開発を可能にする純粋に機能的な抽象化のセットを導入し、 高レベルのプログラマー中心のパケット処理演算子を定義し、2層プログラミングモデルの多くの困難を排除する。 パケットプログラミングパラダイム。 したがって、Freneticは、抽象化のパケットレベルで動作する関数型のリアクティブプログラミング言語である 。     